# 무제한 잠수함 작전

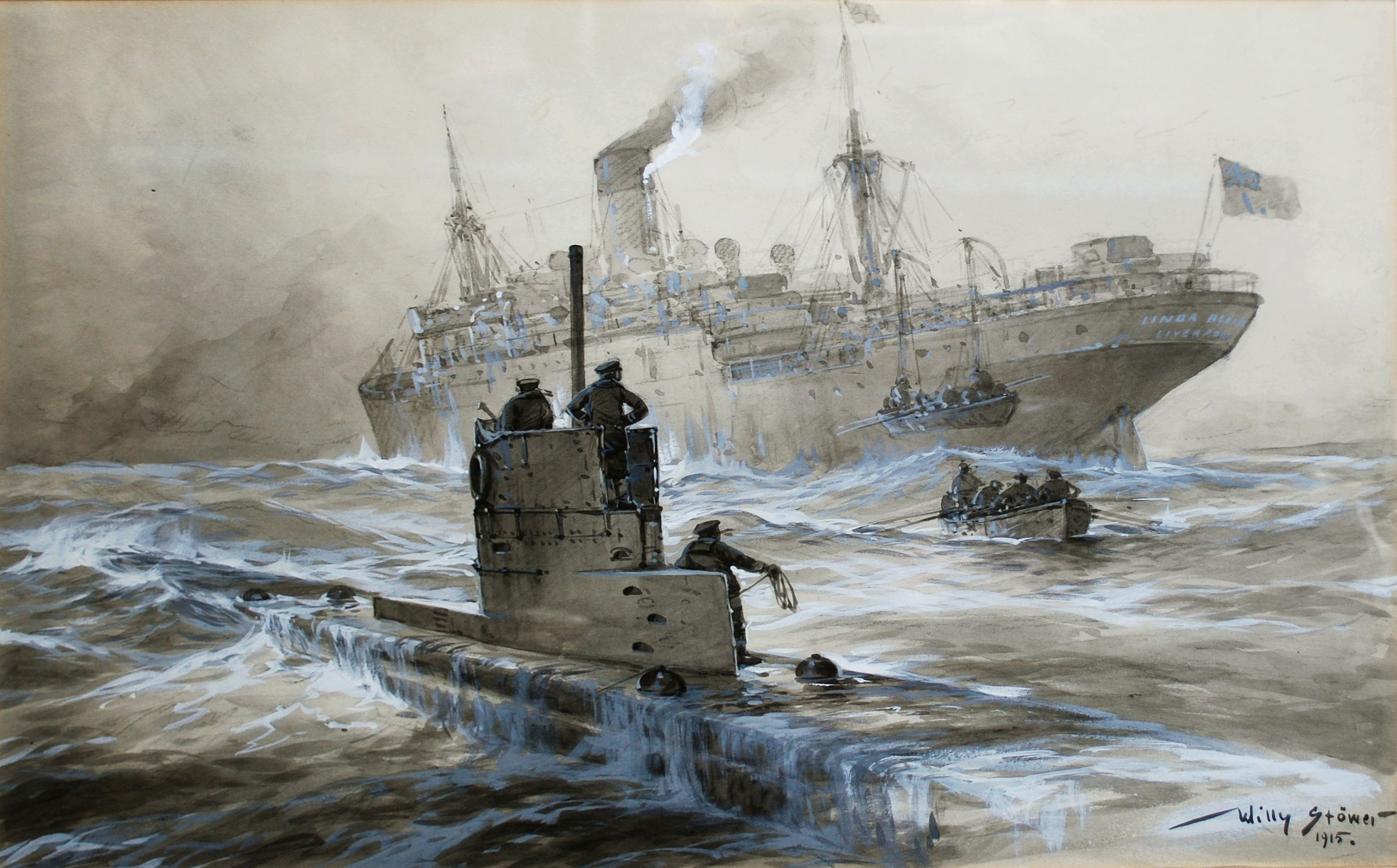

무제한 잠수함 작전은 제1차 세계 대전 중 독일이 영국의 해상봉쇄 작전에 맞서 잠수함을 이용하여 발발하게 되면서 유럽은 영국, 프랑스 중심의 연합국과 독일, 오스트리아 중심의 동맹국이 맞서게 되었고, 당시 강한 해군력을 지니고 있었던 영국을 중심으로 연합국은 해상봉쇄 작전을 펼쳐 독일을 고립시킨다. 해상을 영국이 장악하여 봉쇄되자 독일은 이를 타개하기 위한 방안으로 잠수함 개발을 시작하였고 이를 이용하여 영국으로부터 빼앗긴 해상을 되찾고자 하였다.

## 경과
잠수함 개발을 마친 독일은 해상을 장악하기 위해서 1915년부터 잠수함을 이용해서 선박에 대한 공격에 나섰으며, 이러한 공격은 영국군의 선박 뿐만 아니라 군수물자를 조달하던 선박들에게도 이어지게 된다. 이러한 상황에서 1915년 5월 7일 독일군은 영국 측의 정기 여객선인 루시타니아호가 군수물자를 싣고 있다는 이유로 공격을 하였고, 그 결과 루시타니아호에 타고 있던 128명의 미국 승객이 사망하게 되면서 미국과 독일의 관계는 악화되어 미국이 연합국에 가담하여 독일과의 전쟁을 선포할 수 있는 상황이 만들어진다. 그러자 독일은 미국에게 사과를 하는 동시에 미국의 선박을 공격하지 않기로 약속하였고, 미국은 참전에 따른 위험부담을 고려하여 독일의 사과와 약조를 받아들이며 일단락 되었다.
그러나 이후 전세가 점점 악화되자 독일군은 1917년 2월 1일 연합군 측의 군수물자를 차단하기 위해서 영국, 프랑스로 향하는 중립국을 포함한 모든 국가들의 선박을 공격하겠다는 무제한 잠수함 작전을 게시하게 된다. 무제한 잠수함 작전은 초기에는 연합국에 상당한 피해를 입혔으나, 당시 연합국에 군수물자를 공급하고 있었던 미국 선박은 독일의 잠수함으로부터 많은 피해를 입게 되었고, 이는 1915년 5월 7일에 있었던 루시타니아호 사건과 맞물려 독일과 미국의 관계를 극단으로 치닫게 만들었다.

## 결과
무제한 잠수함 공격으로 중립국임에도 피해를 입게되자 미국 내에서 참전 여론이 거세지게 되었고, 결국 무제한 잠수함 공격은 치머만 전보와 더불어 미국이 제 1차 세계대전에 참전하는 결정적 요인이 되었다. 미국의 참전으로 인해 연합국측은 더 많은 군수용품을 공급받을 수 있게 되었으며, 이와 더불어 미국군이 유럽 전장에 투입되게 되자 전세는 급격하게 기울어 결국 독일은 전쟁에서 패하고 만다.

## 의의
독일의 무제한 잠수함 작전을 통해 잠수함이 본격적으로 전장에 활용되면서 잠수함의 발전 면에서 봤을 때 비약적인 발전을 이룰 수 있었다. 이러한 점과 더불어 독일의 무제한 잠수함 작전은 치머만 전보와 더불어 미국이 제1차 세계대전에 참전하게 되는 계기가 되어 전쟁에서 독일이 패하고 연합국이 승리할 수 있게 되었다는 점에서 그 의미가 크다고 볼 수 있다.

## 같이 보기
- 잠수함전
- 통상 파괴
- 카를 되니츠

## 참조
- <<THE TWENTIETH-CENTURY WORLD AND BEYOND>>, William R. Keylor, 2006[쪽 번호 필요]